# ماستن وانجالا
ماستن وانجالا (2000 - 15 أكتوبر 2021) كان قاتلًا متسلسلًا كينيًا مشتبهًا به. واتهم بقتل 14 صبيًا في نيروبي.
اعترف وانجالا بتخدير وقتل أكثر من 10 أولاد منذ عام 2019، وشرب دماء البعض. اكتسب ثقتهم بالتظاهر بأنه مدرب كرة قدم، واحتجز البعض مقابل فدية.
تم القبض عليه في 14 يوليو 2021، واحتُجز في مركز شرطة جوغو رود، لكن لم يتم توجيه اتهام إليه بعد عندما هرب من الحجز في 13 أكتوبر. وقد تم استدعاء ضباط الشرطة الثلاثة المناوبين في ذلك الوقت بتهمة السماح له بالفرار ومساعدته، وقالوا إن سبب هروبه هو انقطاع التيار الكهربائي عن مركز الشرطة في تلك الليلة. بعد يومين من هروبه أعدم وانجالا من قبل حشد غاضب في موخويا في مقاطعة بونغوما حيث يعيش والديه، بعد أن تبرأوا منه.